# إعادة النمذجة

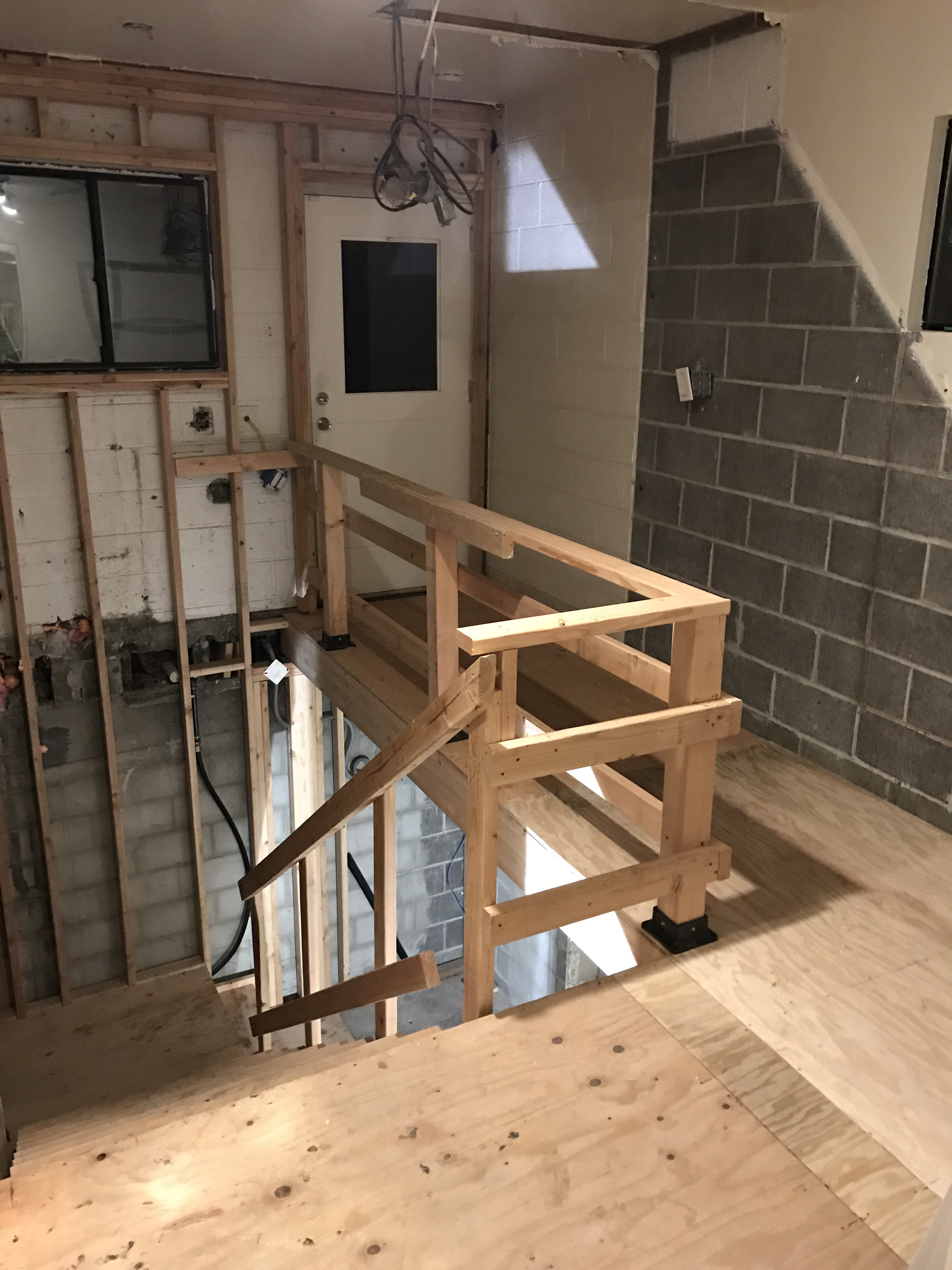
إعادة نمذجة مبنى تمت بإضافة طابق خشبي إلى الفضاء الداخلي لتوسيع المساحة الطابقيّة.

إعادة النمذجة (بالإنجليزية: Remodeling) هي عملية تحسين بناء قديم أو حديث تنطوي على تغيير كبير في غرفة أو في البناء بأكمله. يوجد خلط كبير بين إعادة النمذجة وكل من الترميم، والتجديد، سواءً من حيث التكلفة أو القيمة المُضافة أو التأثير على البيئة. 
تتميز إعادة النمذجة بأعلى تكلفة لجميع الخيارات الثلاثة وهي تتطلب موادًا ووقتًا أكثر لإكمالها. كما تميل هذه العمليّة إلى أن تكون أكثر تعقيدًا بكثير من الترميم أو التجديد، حيث أنها تتضمن إجراء تغييرات على بنيّة المبنى. من أهم المجالات التي يتم اللجوء فيها إلى إعادة النمجذة: توسيع المساحة الطابقيّة للمبنى، إزالة أو إضافة أو تغيير في الجدران، رفع الأسقف، إضافة تمديدات الصرف الصحي، وإضافة تمديدات التبريد والتدفئة.

## وصلات خارجية
- الاختلافات بين التجديد والترميم وإعادة النمذجة، Design Blendz (بالإنجليزية)
- مفهوم إعادة الاستخدام للمباني الأثرية